# مجموعة مشغلي شبكات أمريكا الشمالية
مجموعة مشغلي شبكات أمريكا الشمالية (بالإنجليزية North American Network Operators' Group ) هو مُنتدى لمُشغِّلي الشبكات في أمريكا الشمالية الهدف منه نشر المعلومات التقنية والتنسيق بين المشغلين في مجالات الإِتصالات.
تتجسد مجموعة مشغلي شبكات أمريكا الشمالية على أرض الواقع في شكل اجتماعات ولها قائمة توزيع مؤثرة في عالم مديري الشبكات، مثل منتدى شبكات الآيْ بِي الأوروبية في أوروبا و FRnOG في فرنسا.
لقد خلفت مجموعة مشغلي شبكات أمريكا الشمالية الإجتماعات الجهوية التقنية الخاصة بشبكة نسف نت والتي تبادلت خلالها الفرق التقنية المعلومات التشغيلية فيما بينها ومع شبكة ميريت. في اجتماع سان دييغو في فبراير 1994 ، وَسَّعت المجموعة نطاق أنشطتها لتشمل مقدمي خدمات الوصول إلى الشبكات ثم غيرت إسمها فيما بعد إلى مجموعة مُشَغِّلي شبكات أمريكا الشمالية.
يتم تنظيم ثلاثة إجتماعات سنويًا للمجموعة في الولايات المتحدة أو كندا ، وخلال هذه الاجتماعات، يتم تقديم العروض وعقد الإجتماعات الغير الرسمية حول مواضيع محددة. وهناك اشتراكات مالية لابد من دفعها لحضور هذه الإجتماعات.
عُهد بتنظيم هذه الاجتماعات إلى نيونوج منذ عام 2011 ثم إلى منظمة شبكة ميريت ما بين 1994 و 2011.